# Yassine Benzia
Yassine Benzia, född 8 september 1994 i Saint-Aubin-les-Elbeuf, är en algerisk-fransk fotbollsspelare (anfallare) som spelar för azeriska Qarabağ.

## Karriär
Den 31 augusti 2019 lånades Benzia ut av Lille till grekiska Olympiakos på ett låneavtal över säsongen 2019/2020.
Den 30 januari 2020 värvades Benzia av franska Dijon, där han skrev på ett 3,5-årskontrakt. Den 8 februari 2022 lånades Benzia ut till turkiska Hatayspor på ett låneavtal över resten av säsongen 2021/2022.
Den 26 januari 2023 värvades Benzia av azeriska Qarabağ, där han skrev på ett 2,5-årskontrakt.